# Ceriagrion nigrolineatum
Ceriagrion nigrolineatum – gatunek ważki z rodziny łątkowatych (Coenagrionidae).